# Златопольский, Савелий Соломонович
Савелий Соломонович (Шлёмович) Златопольский (август 1855, Елисаветград, Херсонская губерния — 29 декабря 1885  [10 января 1886], Шлиссельбург, Санкт-Петербургская губерния) — российский революционер, член Исполнительного комитета партии «Народная воля».

## Биография
- 1873 — Окончив Николаевскую гимназию, поступает в Петербургский технологический институт.
- 1875 — по «домашним обстоятельствам» уходит из института, входит в Елисаветграде в революционный кружок Л. Розенфельда (К. Янковский, Краев, Л. Майданский и др.).
- 1876—1877 — в Николаеве связывается с местными революционными кружками; в его квартире происходят собрания молодежи.
- 1878 — в Одессе знакомится с М. Грачевским, С. Перовской, с Н. Колодкевичем и А. Желябовым.
- 1879 — примкнул к «Народной Воле». Принимает участие в приготовлениях к покушению на взрыв царского поезда под Одессой.
- февр. 1880 — принят в члены Исполнительного Комитета «Народной Воли», после 1 марта 1881 — собрания Исполнительного Комитета происходят в конспиративной квартире, «хозяевами» которой были он и А. П. Корба. Представитель Исполнительного Комитета в центральном комитете военной организации «Народной Воли»;
- 1882 — участвует в подготовке неудавшегося покушения на инспектора секретной полиции Судейкина (с помощью П. Осмоловской);
- 19 апреля 1882 — арест.
- 5 апреля 1883 — судился Особым присутствием Правительствующего Сената на Процессе семнадцати, приговорён к смертной казни через повешение, заменена каторжными работами без срока.
- 29 декабря 1885 — умирает от туберкулеза в Шлиссельбургской крепости.